# Fressin
Fressin est une commune française située dans le département du Pas-de-Calais en région Hauts-de-France. Ses habitants sont appelés les Fressinois.
La commune fait partie de la communauté de communes du Haut Pays du Montreuillois qui regroupe 49 communes et compte 15 703 habitants en 2021.

## Géographie

### Localisation
Localisée dans le sud du département du Pas-de-Calais, Fressin est une commune de la vallée de la Planquette située, à vol d'oiseau, à 7 km au nord de la commune d'Hesdin-la-Forêt, à 9 km au sud-est de la commune de Fruges (aire d'attraction) et à 20 km à l'est de la commune de Montreuil-sur-Mer (chef-lieu d'arrondissement).
Le territoire de la commune est limitrophe de ceux de huit communes.
Les communes limitrophes sont Sains-lès-Fressin, Lebiez, Planques, Royon, Wambercourt, Wamin, Auchy-lès-Hesdin et Azincourt.

### Géologie et relief
La superficie de la commune est de 17,17 km2 ; son altitude varie de 43  à   144 m.

### Hydrographie
Le territoire de la commune est situé dans le bassin Artois-Picardie.
Le territoire de la commune est traversé par cinq cours d'eau :
- la Planquette, d'une longueur de 11,79 km, qui prend sa source dans la commune de Planques et se jette dans la Canche au niveau de la commune de Contes[4] ;

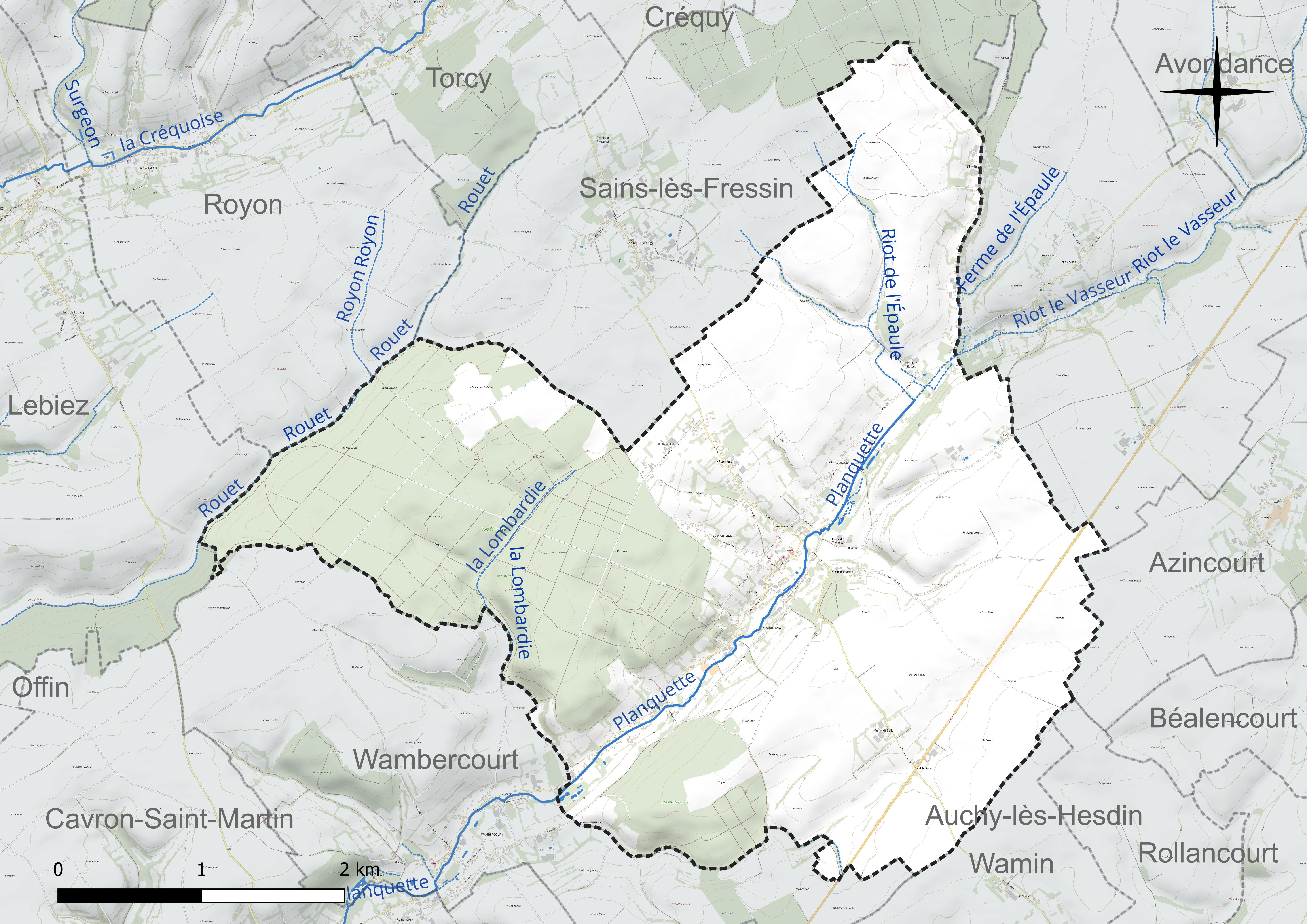
Réseau hydrographique de Fressin.

- le Rouet, d'une longueur de 8,38 km, qui prend sa source dans la commune de Sains-lès-Fressin et se jette dans la Créquoise au niveau de la commune d'Offin[5] ;
- le riot de l'Épaule, d'une longueur de 1,73 km, qui prend sa source et se jette dans la commune de Fressin[6].
- la Lombardie, d'une longueur de 1,62 km, qui prend sa source dans la commune et qui termine sa course au niveau de la commune de Wambercourt[7] ;
- le Royon, d'une longueur de 1,23 km, qui prend sa source dans la commune de Royon et se jette dans le Rouet au niveau de la commune[8].

### Climat
Pour des articles plus généraux, voir Climat des Hauts-de-France et Climat du Pas-de-Calais.
En 2010, le climat de la commune est de type climat océanique altéré, selon une étude du CNRS s'appuyant sur une série de données couvrant la période 1971-2000. En 2020, Météo-France publie une typologie des climats de la France métropolitaine dans laquelle la commune est exposée à un climat océanique et est dans la région climatique Côtes de la Manche orientale, caractérisée par un faible ensoleillement (1 550 h/an) ; forte humidité de l’air (plus de 20 h/jour avec humidité relative > 80 % en hiver), vents forts fréquents.
Pour la période 1971-2000, la température annuelle moyenne est de 10,1 °C, avec une amplitude thermique annuelle de 13,7 °C. Le cumul annuel moyen de précipitations est de 910 mm, avec 13,4 jours de précipitations en janvier et 8,6 jours en juillet. Pour la période 1991-2020, la température moyenne annuelle observée sur la station météorologique la plus proche, située sur la commune de Radinghem à 12 km à vol d'oiseau, est de 10,5 °C et le cumul annuel moyen de précipitations est de 1 038,1 mm,. Pour l'avenir, les paramètres climatiques de la commune estimés pour 2050 selon différents scénarios d'émission de gaz à effet de serre sont consultables sur un site dédié publié par Météo-France en novembre 2022.

### Paysages
Pour un article plus général, voir Paysage en France.
La commune est située dans le « paysage montreuillois » tel que défini dans l’atlas des paysages de la région Nord-Pas-de-Calais, conçu par la direction régionale de l'Environnement, de l'Aménagement et du Logement (DREAL),. Ce paysage, qui concerne 98 communes, se délimite : à l’Ouest par des falaises qui, avec le recul de la mer, ont donné naissance aux bas-champs ourlées de dunes ; au Nord par la boutonnière du Boulonnais ; au sud par le vaste plateau formé par la vallée de l’Authie, et à l’Est par les paysages du Ternois et de Haut-Artois. Ce paysage régional, avec, dans son axe central, la vallée de la Canche et ses nombreux affluents comme la Course, la Créquoise, la Planquette…, offre une alternance de vallées et de plateaux, appelée « ondulations montreuilloises ». Dans ce paysage, et plus particulièrement sur les plateaux, on cultive la betterave sucrière, le blé et le maïs, et les plateaux entre la Ternoise et la Créquoise sont couverts de vastes massifs forestiers comme la forêt d'Hesdin, les bois de Fressin, Sains-lès-Fressin, Créquy….

### Milieux naturels et biodiversité

#### Zones naturelles d'intérêt écologique, faunistique et floristique
L’inventaire des zones naturelles d'intérêt écologique, faunistique et floristique (ZNIEFF) a pour objectif de réaliser une couverture des zones les plus intéressantes sur le plan écologique, essentiellement dans la perspective d’améliorer la connaissance du patrimoine naturel national et de fournir aux différents décideurs un outil d’aide à la prise en compte de l’environnement dans l’aménagement du territoire.
Le territoire communal comprend trois ZNIEFF de type 1 : 
- le bois de Fressin. Cette ZNIEFF appartient au complexe écologique constitué par les vallées de la Créquoise et de la Planquette et leurs versants boisés[17] ;
- le bois de Sains. D’une superficie de 434 ha et d'une altitude variant de 81  à   154 m, cette ZNIEFF a une géomorphologie typiquement artésienne avec un plateau qui domine quelques creuses[18] ;
- le réservoir biologique de La Planquette. C'est une zone pépinière en matière de production de salmonidés à l’échelle du bassin de la Canche. On y trouve également l'anguille, le chabot et la truite fario[19].

et une ZNIEFF de type 2 : les vallées de la Créquoise et de la Planquette, d’une superficie de 15 157 ha et d'une altitude variant de 13  à   181 m. Ces deux vallées se situent aux confins de deux régions naturelles : le Haut Pays d’Artois et le Ternois et constituent un des paysages ruraux traditionnels du Nord-Pas-de-Calais les mieux conservés.

Carte des ZNIEFF de type 1 et 2 sur la commune
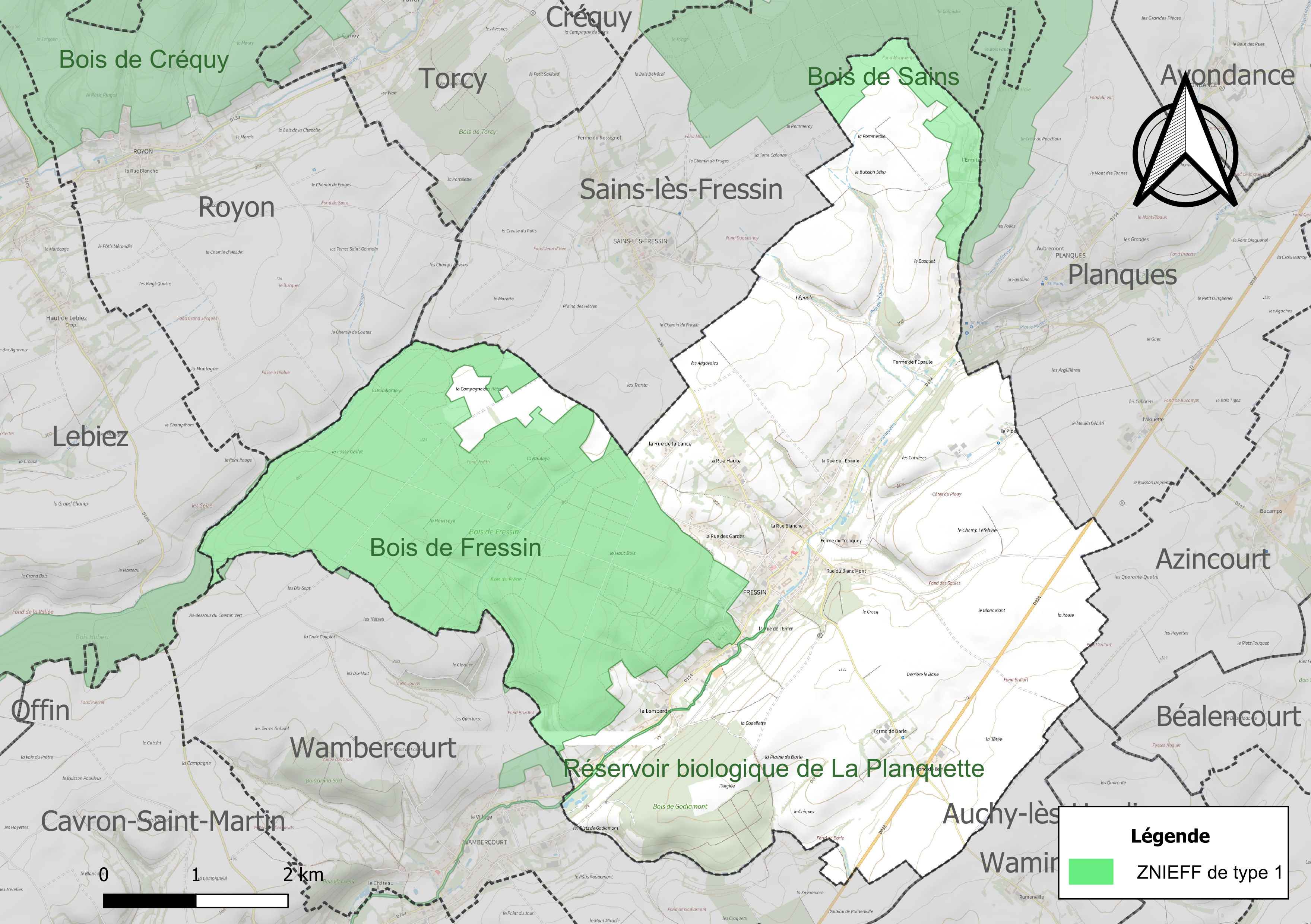
Carte des ZNIEFF de type 1 sur la commune.
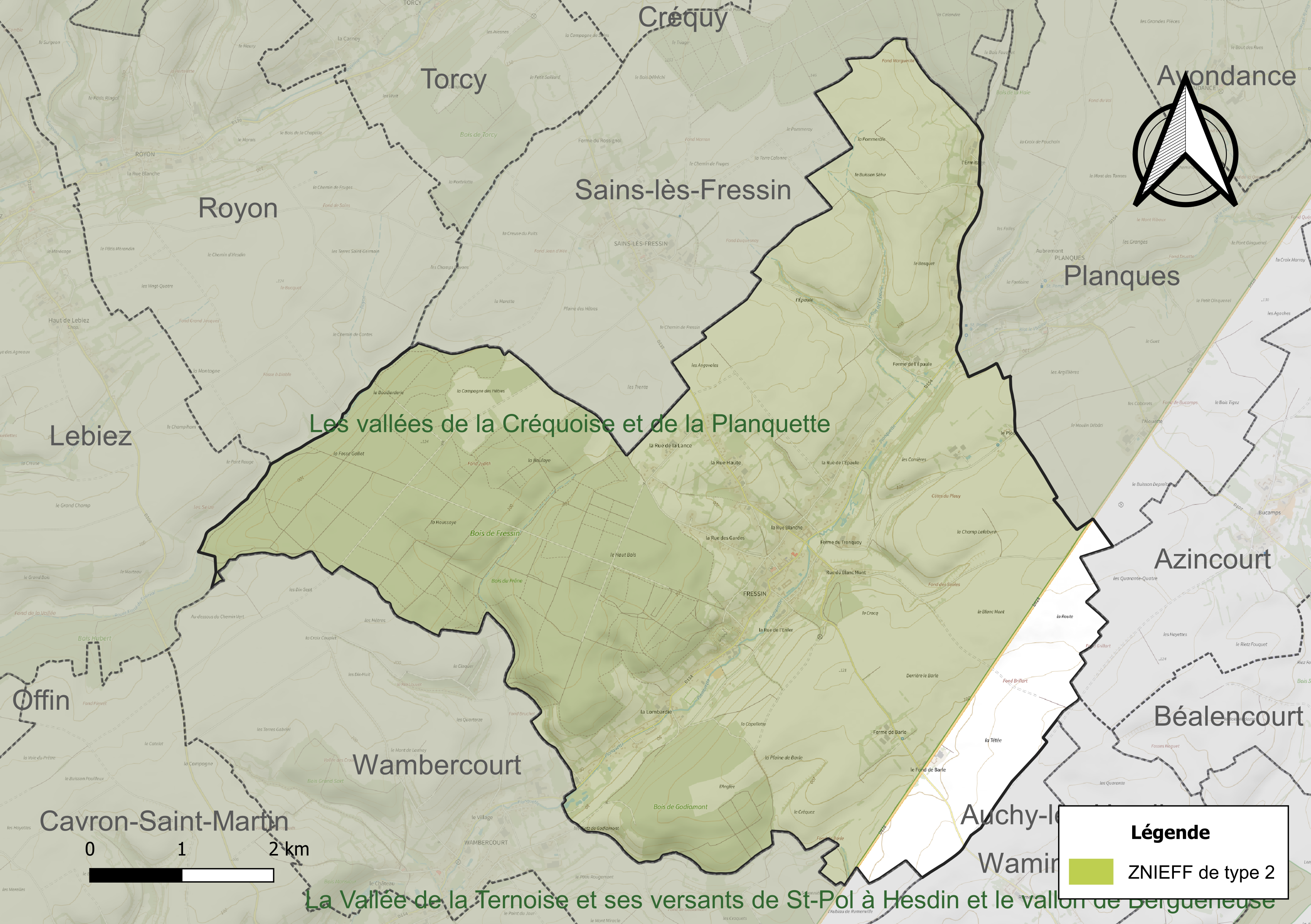
Carte de la ZNIEFF de type 2 sur la commune.

## Urbanisme

### Typologie
Au 1er janvier 2024, Fressin est catégorisée commune rurale à habitat dispersé, selon la nouvelle grille communale de densité à sept niveaux définie par l'Insee en 2022.
Elle est située hors unité urbaine. Par ailleurs la commune fait partie de l'aire d'attraction de Fruges, dont elle est une commune de la couronne,. Cette aire, qui regroupe 22 communes, est catégorisée dans les aires de moins de 50 000 habitants,.

### Occupation des sols
L'occupation des sols de la commune, telle qu'elle ressort de la base de données européenne d’occupation biophysique des sols Corine Land Cover (CLC), est marquée par l'importance des territoires agricoles (65,1 % en 2018), en augmentation par rapport à 1990 (63,9 %). La répartition détaillée en 2018 est la suivante : 
terres arables (41,5 %), forêts (29,4 %), prairies (19,4 %), zones agricoles hétérogènes (4,2 %), zones urbanisées (3,8 %), milieux à végétation arbustive et/ou herbacée (1,7 %). L'évolution de l’occupation des sols de la commune et de ses infrastructures peut être observée sur les différentes représentations cartographiques du territoire : la carte de Cassini (XVIIIe siècle), la carte d'état-major (1820-1866) et les cartes ou photos aériennes de l'IGN pour la période actuelle (1950 à aujourd'hui).

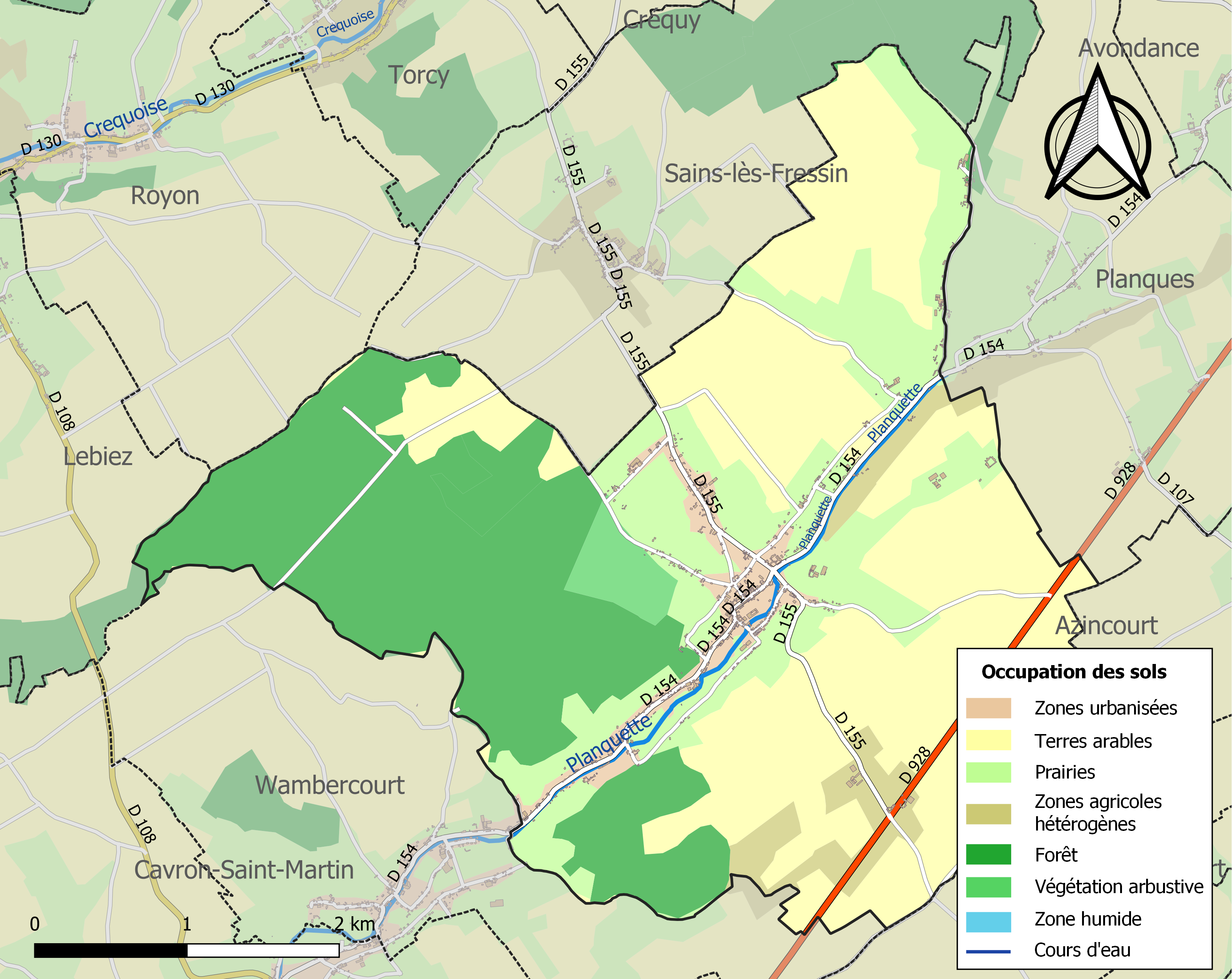
Carte des infrastructures et de l'occupation des sols de la commune en 2018 (CLC).

### Voies de communication et transports

#### Voies de communication
La commune est desservie par les routes départementales D 154, D 155 et D 928 qui relie Dunkerque et Abbeville.

#### Transport ferroviaire
La commune se trouve à 10 km au nord de la gare d'Hesdin, située sur la ligne de Saint-Pol-sur-Ternoise à Étaples, desservie par des trains TER Hauts-de-France.

## Toponymie
Le nom de la localité est attesté sous les formes Fresinnio et Fressinnium en 800 ; Frescin vers 1153 ; Fressin de 1177 à 1376 ; Freissin de 1176 à 1188 ; Freschin en 1248 ; Freessent en 1260 ; Fressaing en 1298, Frécim en 1316 ; Fressain en 1336 ; Frésin en 1507 ; Frézin en 1586; Fressin en 1793 et en 1801.
Vient du nom d'homme gallo-germanique *Friessinus.

## Histoire
La commune est chef-lieu d'un canton, dans les années qui ont suivi la Révolution française, de 1793 à 1801,.

## Politique et administration

### Découpage territorial
La commune se trouve dans l'arrondissement de Montreuil du département du Pas-de-Calais, depuis 1801.

#### Commune et intercommunalités
La commune est membre de la communauté de communes du Haut Pays du Montreuillois.

#### Circonscriptions administratives
La commune est rattachée au canton de Fruges, depuis 1801.

#### Circonscriptions électorales
Pour l'élection des députés, la commune fait partie de la quatrième circonscription du Pas-de-Calais.

### Élections municipales et communautaires

#### Liste des maires
| Période                                  | Période                   | Identité          | Étiquette | Qualité                                               |
| ---------------------------------------- | ------------------------- | ----------------- | --------- | ----------------------------------------------------- |
| Les données manquantes sont à compléter. |                           |                   |           |                                                       |
| maire en 1835                            | ?                         | Lanvin            |           | Conseiller d'arrondissement                           |
|                                          | 1977                      | Henri Nicolle     |           |                                                       |
| 1977                                     | 1989                      | Georges Delépine  | PS        |                                                       |
| Les données manquantes sont à compléter. |                           |                   |           |                                                       |
| mars 2001                                | 2008                      | Émile Desmons     |           | Agriculteur                                           |
| mars 2008                                | 2014                      | Christian Duflos  |           | Agriculteur                                           |
| 2014                                     | En cours (au 7 mars 2022) | M. Claude Vergeot | PS        | Retraité de la Poste, Réélu pour le mandat 2020-2026, |

## Équipements et services publics

### Enseignement
La commune est située dans l'académie de Lille et dépend, pour les vacances scolaires, de la zone B.
Elle administre une école primaire en regroupement pédagogique intercommunal (RPI 40).

### Justice, sécurité, secours et défense
La commune dépend du tribunal de proximité de Montreuil-sur-Mer, du conseil de prud'hommes de Boulogne-sur-Mer, du tribunal judiciaire de Boulogne-sur-Mer, de la cour d'appel de Douai, du tribunal de commerce de Boulogne-sur-Mer, du tribunal administratif de Lille, de la cour administrative d'appel de Douai, du pôle nationalité du tribunal judiciaire de Boulogne-sur-Mer et du tribunal pour enfants de Boulogne-sur-Mer.

## Population et société

### Démographie
Les habitants de la commune sont appelés les Fressinois.

#### Évolution démographique
L'évolution du nombre d'habitants est connue à travers les recensements de la population effectués dans la commune depuis 1793. Pour les communes de moins de 10 000 habitants, une enquête de recensement portant sur toute la population est réalisée tous les cinq ans, les populations de référence des années intermédiaires étant quant à elles estimées par interpolation ou extrapolation. Pour la commune, le premier recensement exhaustif entrant dans le cadre du nouveau dispositif a été réalisé en 2005.

En 2022, la commune comptait 580 habitants, en évolution de +1,58 % par rapport à 2016 (Pas-de-Calais : −0,72 %, France hors Mayotte : +2,11 %).
| 1793  | 1800  | 1806  | 1821  | 1831  | 1836  | 1841  | 1846  | 1851  |
| ----- | ----- | ----- | ----- | ----- | ----- | ----- | ----- | ----- |
| 1 122 | 1 258 | 1 246 | 1 189 | 1 084 | 1 104 | 1 109 | 1 089 | 1 079 |

| 1856  | 1861 | 1866 | 1872 | 1876 | 1881 | 1886 | 1891 | 1896 |
| ----- | ---- | ---- | ---- | ---- | ---- | ---- | ---- | ---- |
| 1 017 | 983  | 955  | 930  | 955  | 899  | 850  | 793  | 784  |

| 1901 | 1906 | 1911 | 1921 | 1926 | 1931 | 1936 | 1946 | 1954 |
| ---- | ---- | ---- | ---- | ---- | ---- | ---- | ---- | ---- |
| 795  | 771  | 728  | 653  | 630  | 604  | 589  | 542  | 562  |

| 1962 | 1968 | 1975 | 1982 | 1990 | 1999 | 2005 | 2006 | 2010 |
| ---- | ---- | ---- | ---- | ---- | ---- | ---- | ---- | ---- |
| 553  | 536  | 525  | 585  | 577  | 563  | 543  | 543  | 541  |

| 2015 | 2020 | 2022 | - | - | - | - | - | - |
| ---- | ---- | ---- | - | - | - | - | - | - |
| 562  | 583  | 580  | - | - | - | - | - | - |

#### Pyramide des âges
En 2018, le taux de personnes d'un âge inférieur à 30 ans s'élève à 32,5 %, soit en dessous de la moyenne départementale (36,7 %). À l'inverse, le taux de personnes d'âge supérieur à 60 ans est de 27,4 % la même année, alors qu'il est de 24,9 % au niveau départemental.
En 2018, la commune comptait 300 hommes pour 278 femmes, soit un taux de 51,90 % d'hommes, largement supérieur au taux départemental (48,50 %).
Les pyramides des âges de la commune et du département s'établissent comme suit.
| Hommes | Classe d’âge | Femmes |
| ------ | ------------ | ------ |
| 1,3    | 90 ou +      | 1,1    |
| 5,2    | 75-89 ans    | 10,6   |
| 18,9   | 60-74 ans    | 18,0   |
| 17,2   | 45-59 ans    | 20,8   |
| 22,8   | 30-44 ans    | 19,2   |
| 14,7   | 15-29 ans    | 13,5   |
| 19,9   | 0-14 ans     | 16,9   |

| Hommes | Classe d’âge | Femmes |
| ------ | ------------ | ------ |
| 0,5    | 90 ou +      | 1,6    |
| 5,6    | 75-89 ans    | 8,9    |
| 16,7   | 60-74 ans    | 18,1   |
| 20,2   | 45-59 ans    | 19,2   |
| 18,9   | 30-44 ans    | 18,1   |
| 18,2   | 15-29 ans    | 16,2   |
| 19,9   | 0-14 ans     | 17,9   |

### Manifestations culturelles et festivités
L'association du château de Fressin offre, tous les ans, la possibilité de découvrir l'histoire de ce site, qui a appartenu à Jean V de Créquy, en proposant un panel d’activités et de spectacles d’avril à fin septembre.
Depuis le milieu des années 2010, se déroule en août, la « Fête des plantes » qui regroupe des exposants et propose une conférence sur la taille et l’entretien des plantes et des arbustes.

## Économie

### Agriculture
En 2023, sur le territoire de la commune, 62,4 ha sont consacrés à l'agriculture biologique dont 58,8 ha  certifiés bio et 3,52 ha en cours de conversion,.

## Culture locale et patrimoine

### Lieux et monuments

#### Monuments historiques
- L'église Saint-Martin fait l’objet d’un classement au titre des monuments historiques depuis le 11 septembre 1906[51]. Elle héberge 70 éléments patrimoniaux, répertoriés dans la base Palissy, classés ou inscrits au titre d'objet des monuments historiques, dont huit sont classés[52].

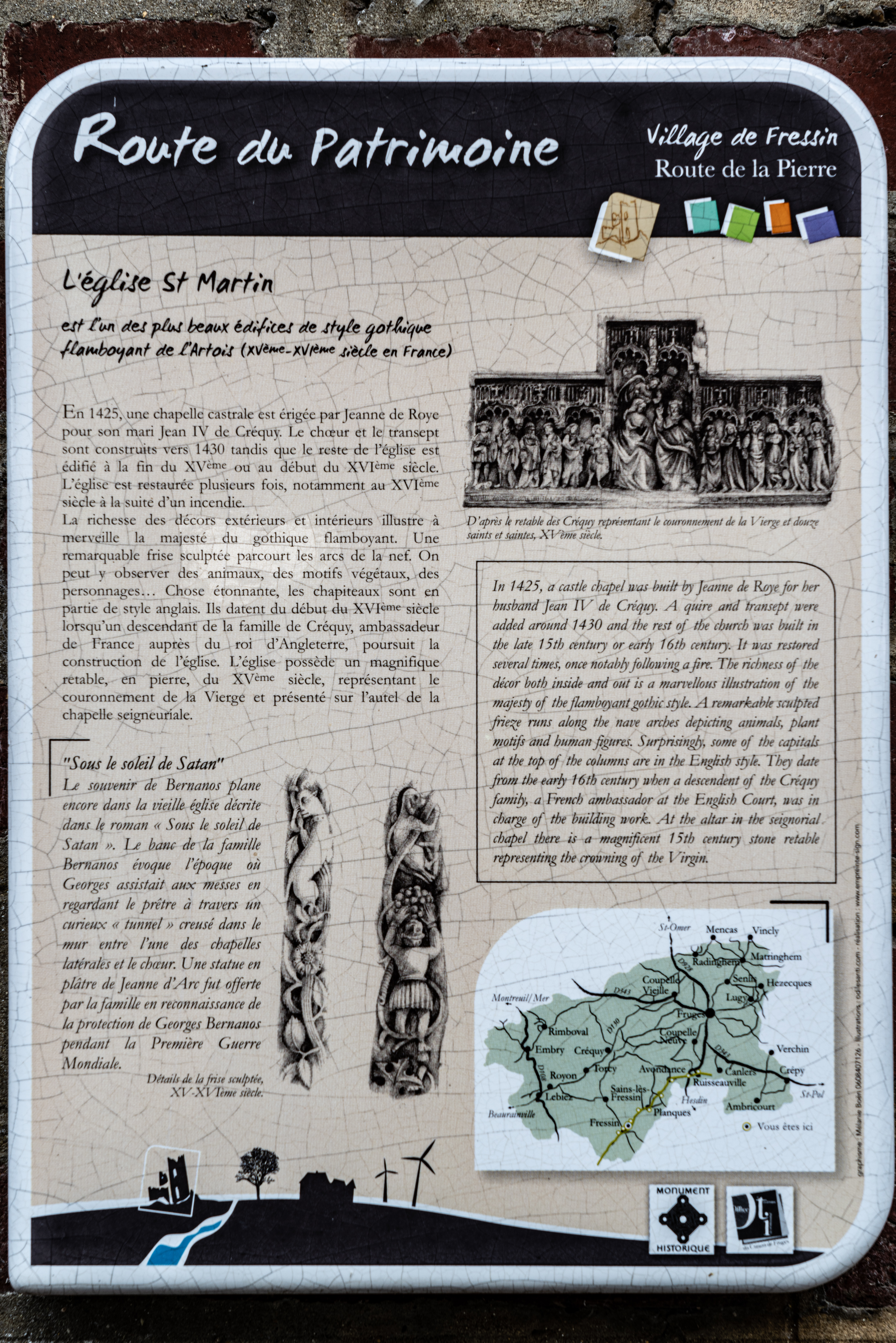
Le panneau d'information.

Un panneau d'information est fixé à l'entrée de l'église. Voici la reproduction de l'essentiel du texte (non signé) en français qui y figure :
« 
L'église St Martin est l'un des plus beaux édifices de style gothique flamboyant de l'Artois (XVe – XVIe siècles en France).
En 1425, une chapelle castrale est érigée par Jeanne de Roye pour son mari Jean IV de Créquy. Le chœur et le transept sont construits vers 1430 tandis que le reste de l'église est édifié à la fin du XVe siècle ou au début du XVIe siècle. L'église est restaurée plusieurs fois, notamment au XVIe siècle à la suite d'un incendie.

La richesse des décors extérieurs et intérieurs illustre à merveille la majesté du gothique flamboyant; une remarquable frise sculptée parcourt les arcs de la nef. On peut y observer des animaux, des motifs végétaux, des personnages... Chose étonnante, les chapiteaux sont en partie de style anglais. Il datent du début du XVIe siècle lorsqu'un descendant le la famille de Créquy, ambassadeur de France auprès du roi d'Angleterre, poursuit la construction de l'église. L'église possède un magnifique retable, en pierre, du XVe siècle, représentant le couronnement de la Vierge et présenté sur l'autel de la chapelle seigneuriale.
 »

Vues extérieures de l'église Saint-Martin
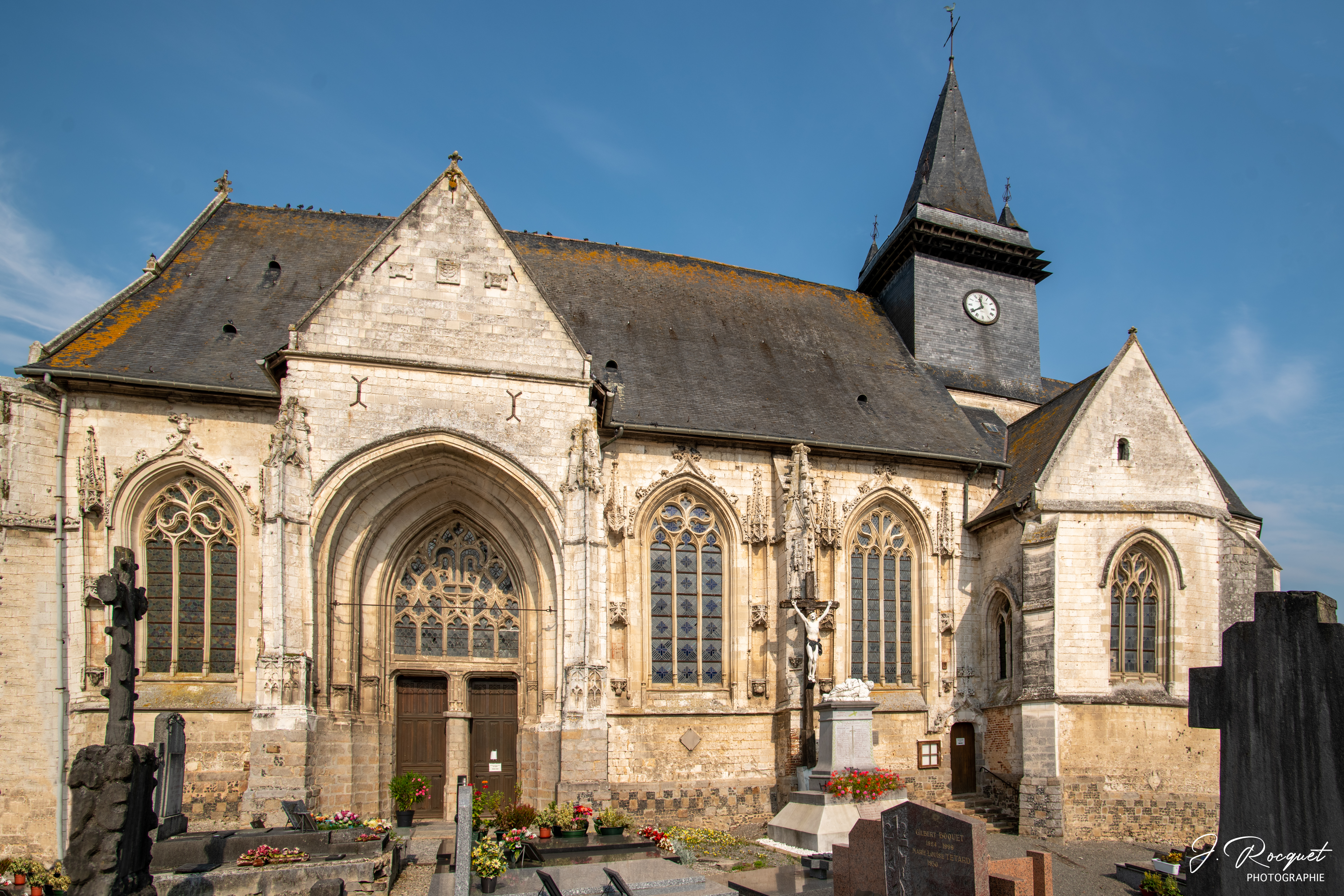
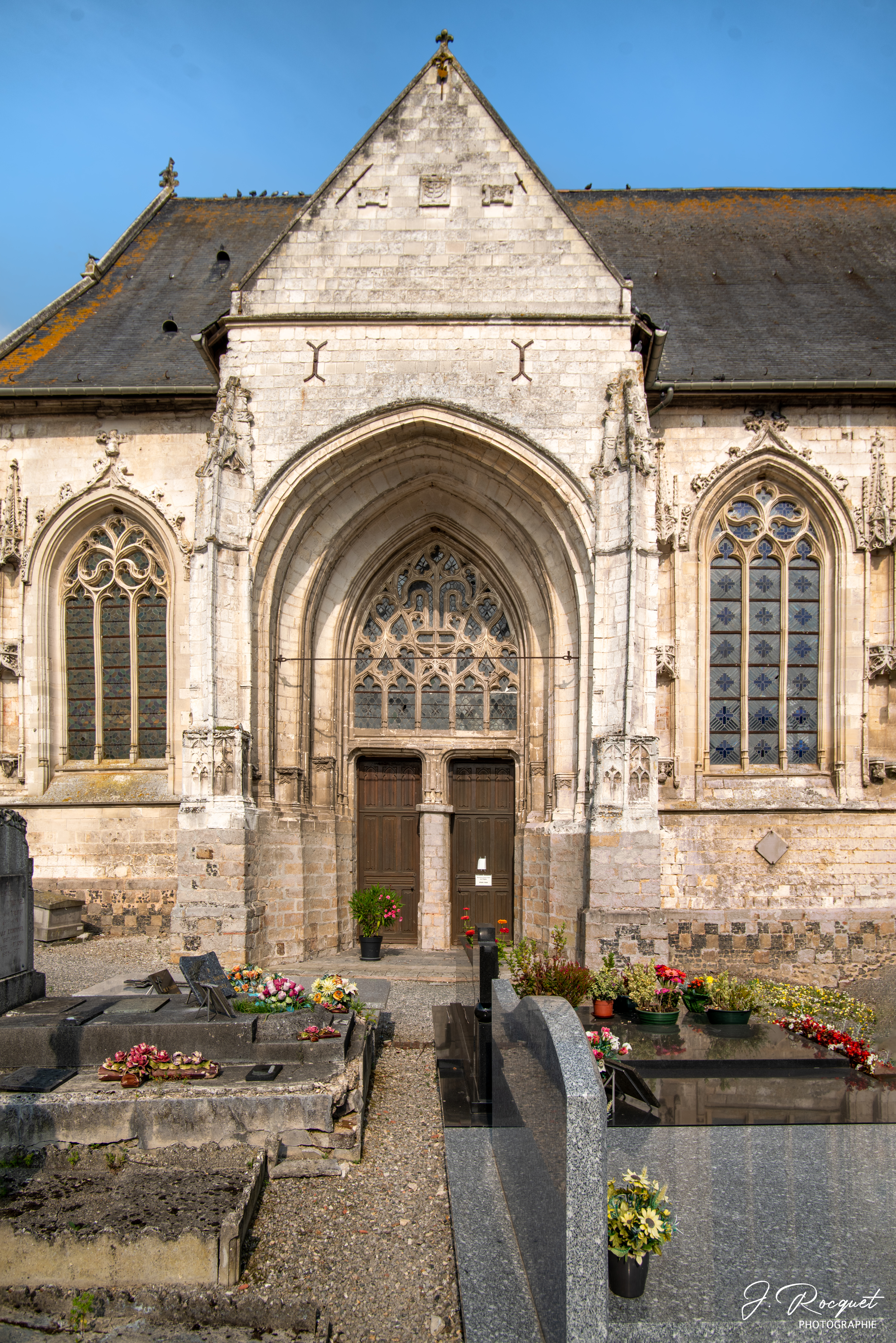
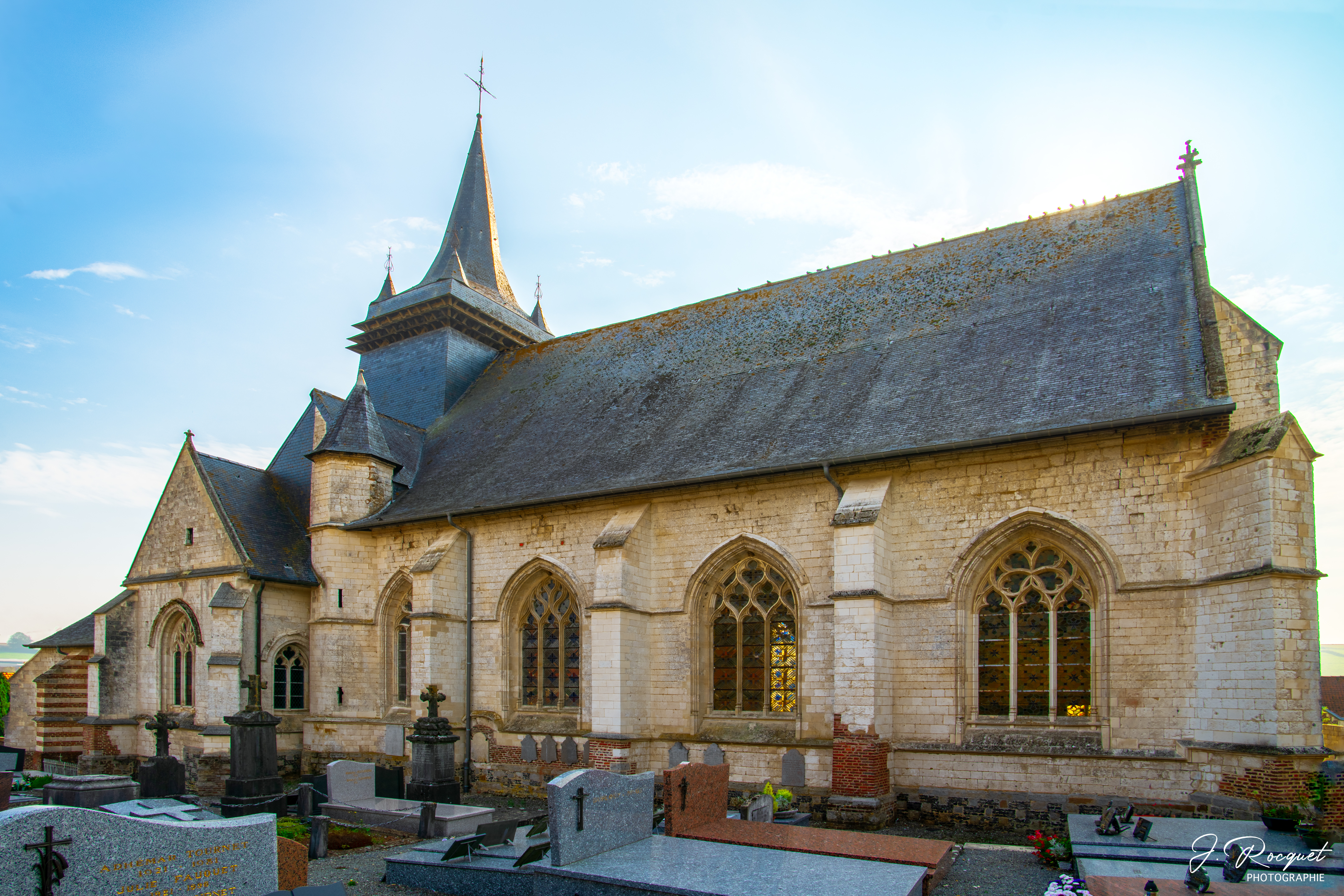
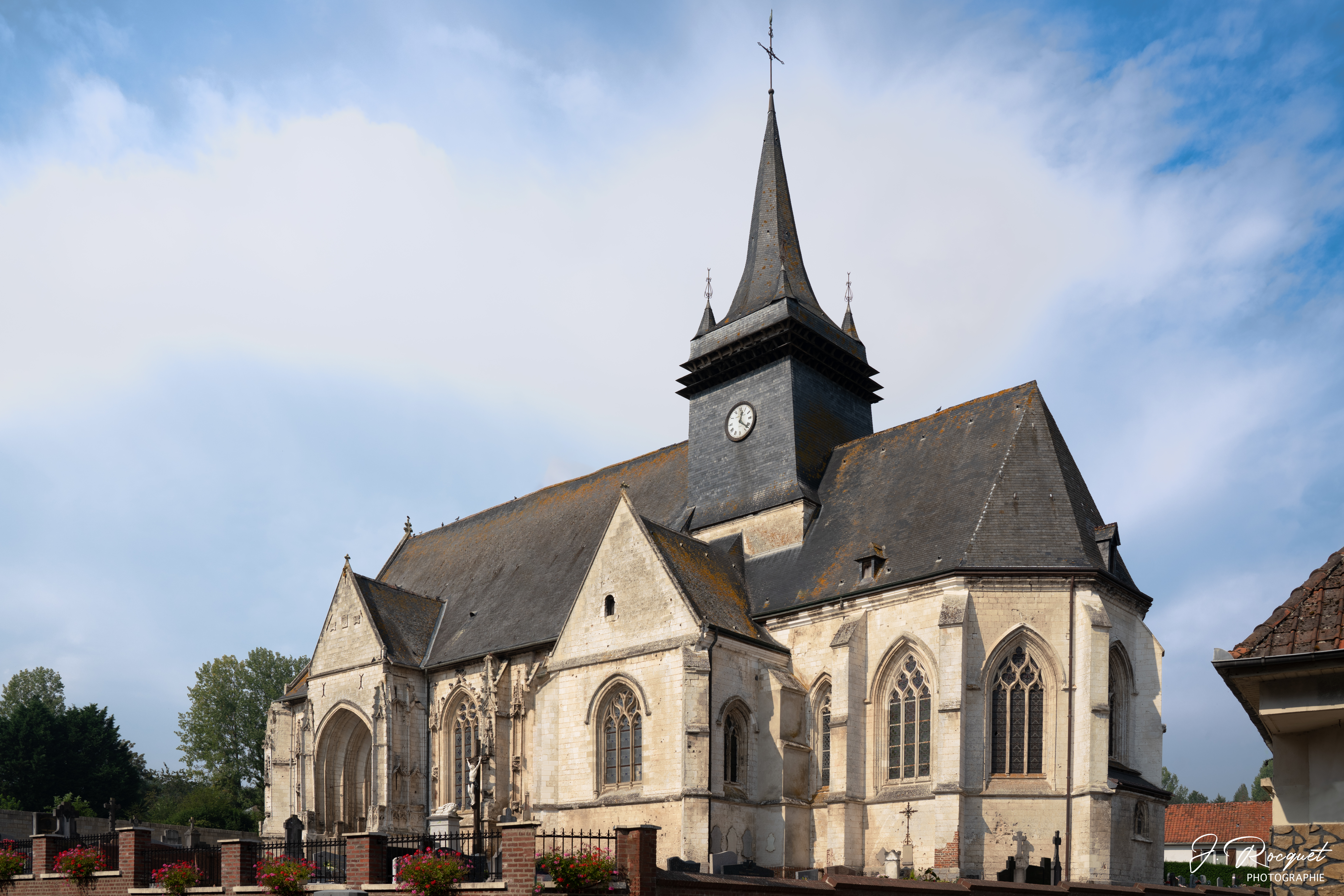

Vues intérieures de l'église Saint-Martin
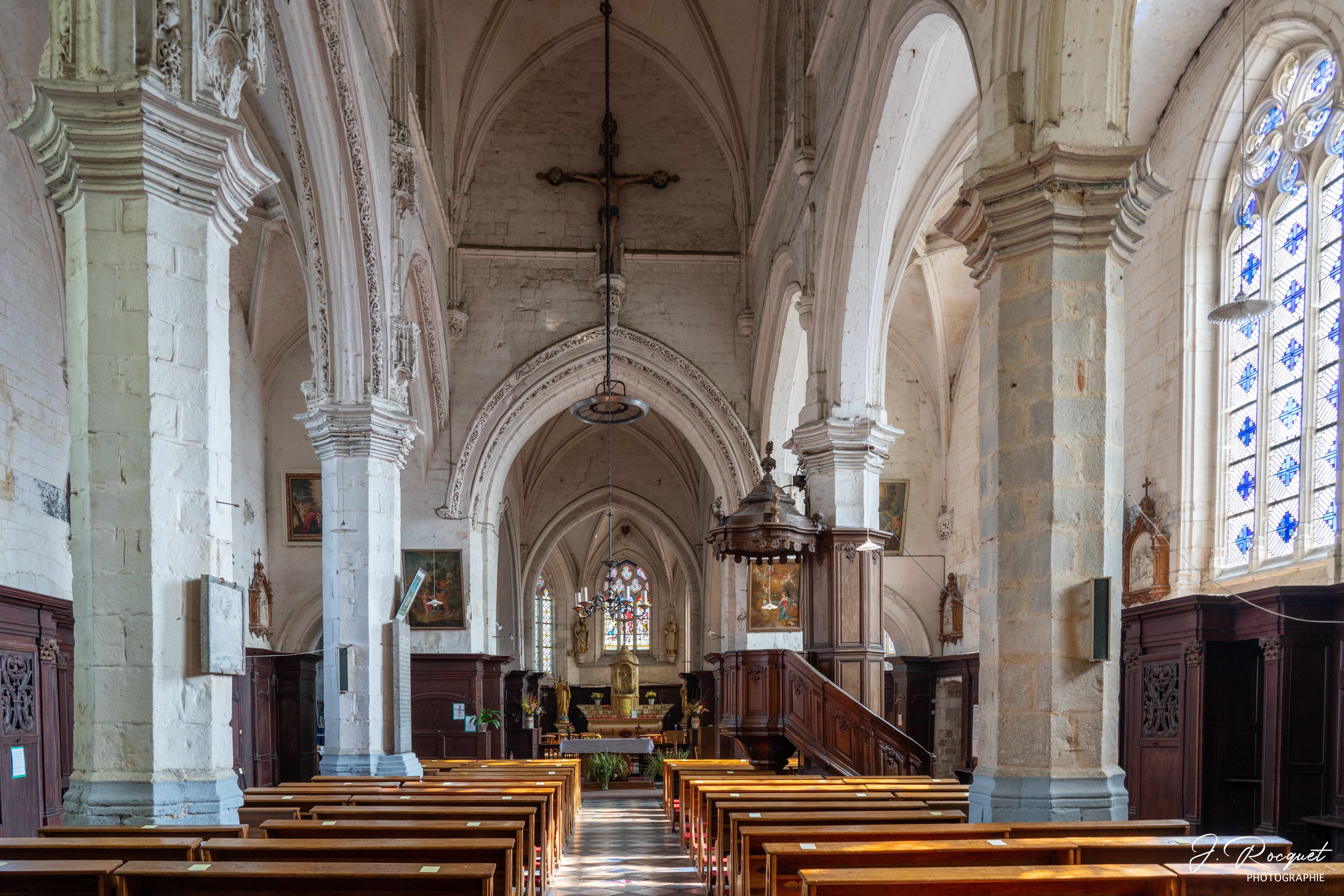
La nef et le chœur.
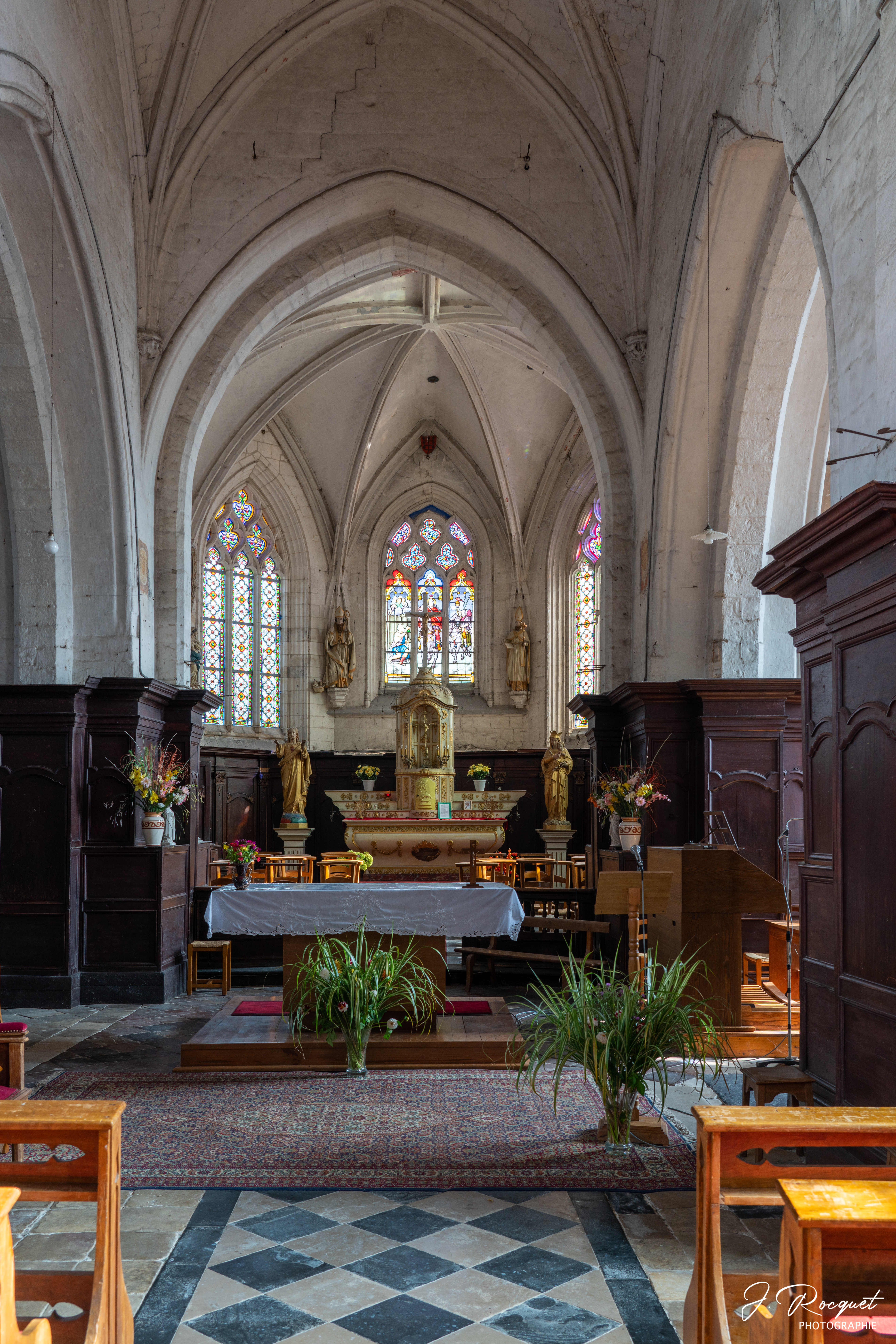
La nef et le chœur.
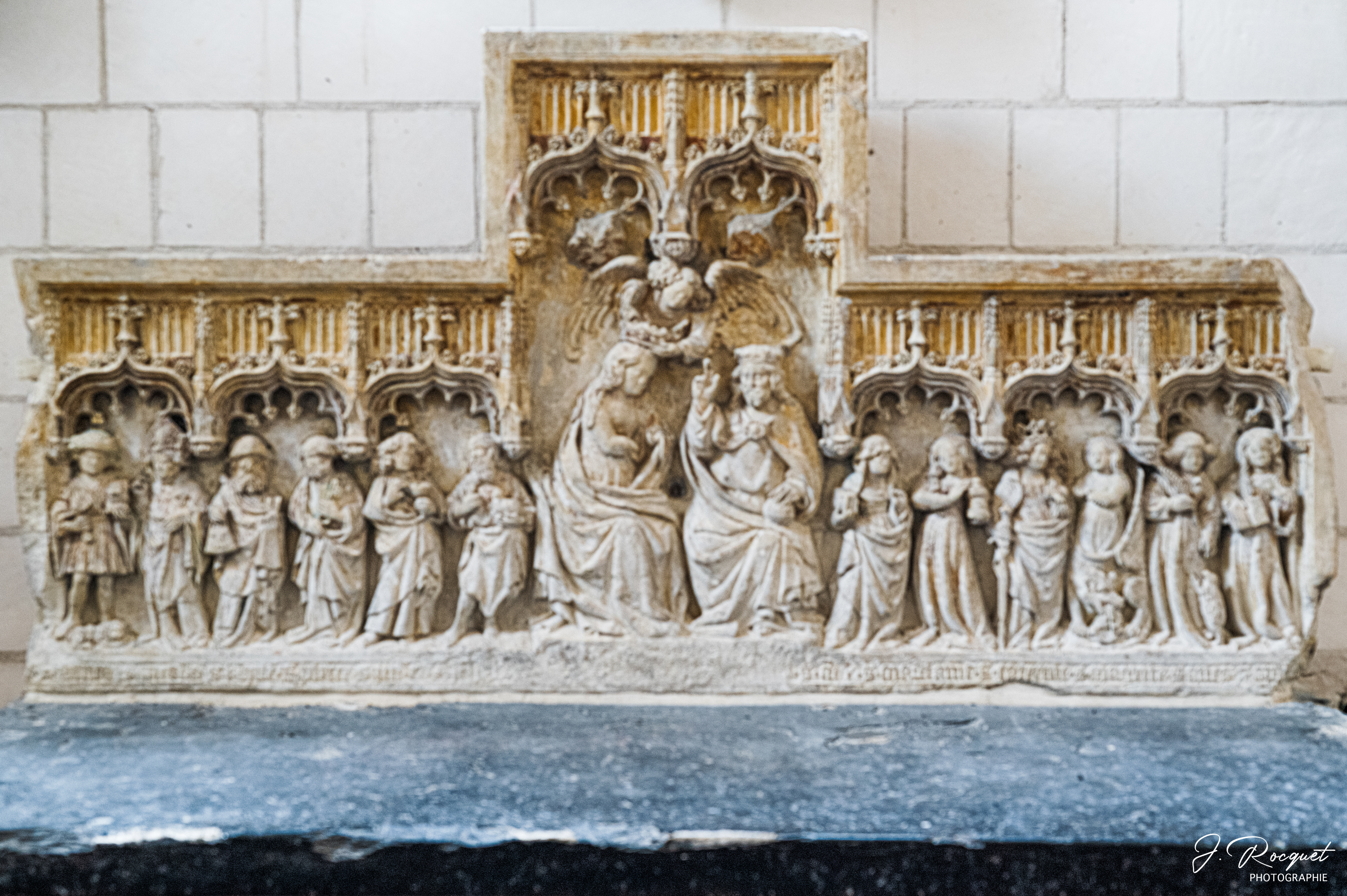
Le retable du XVe siècle
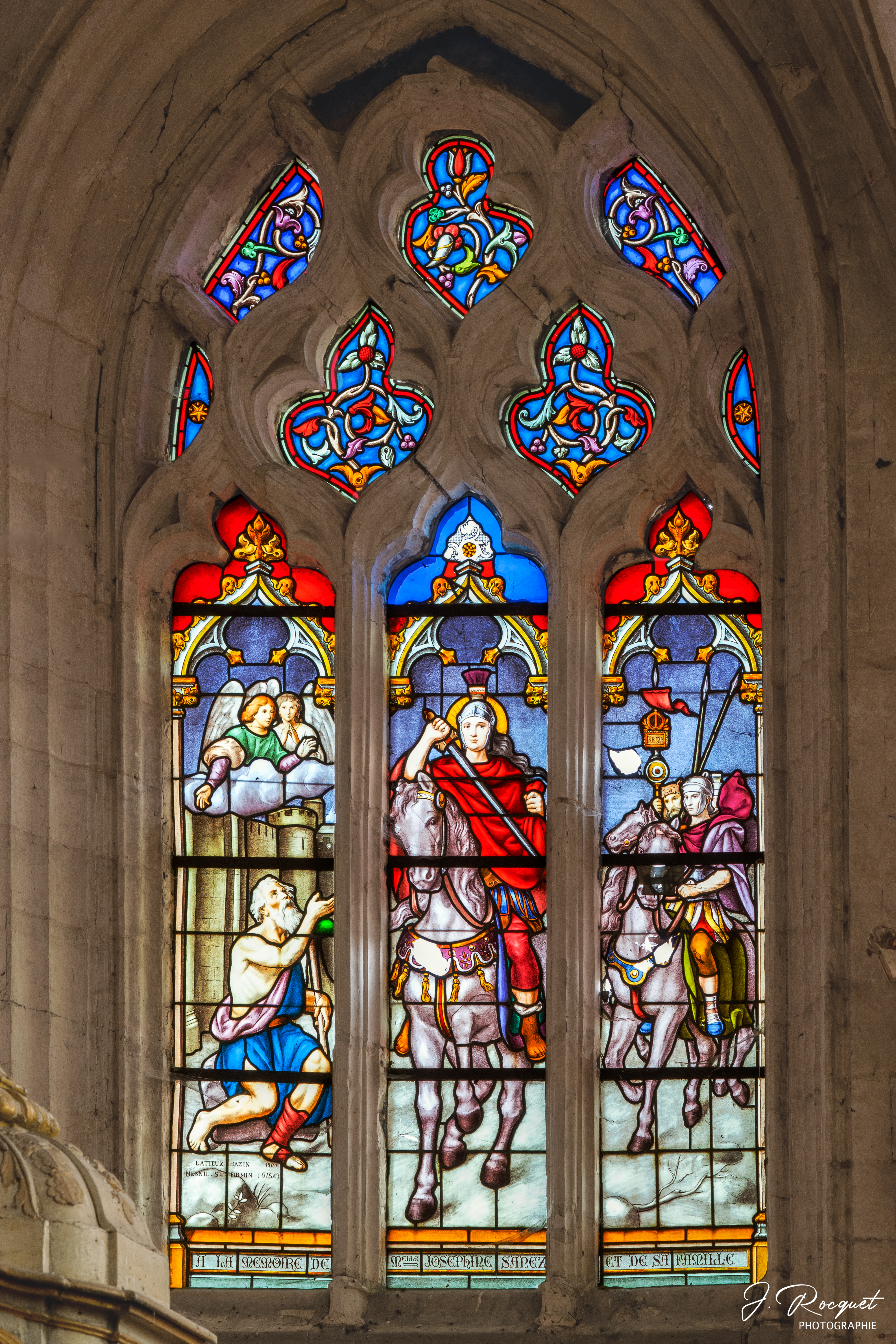
Vitrail de Saint Martin
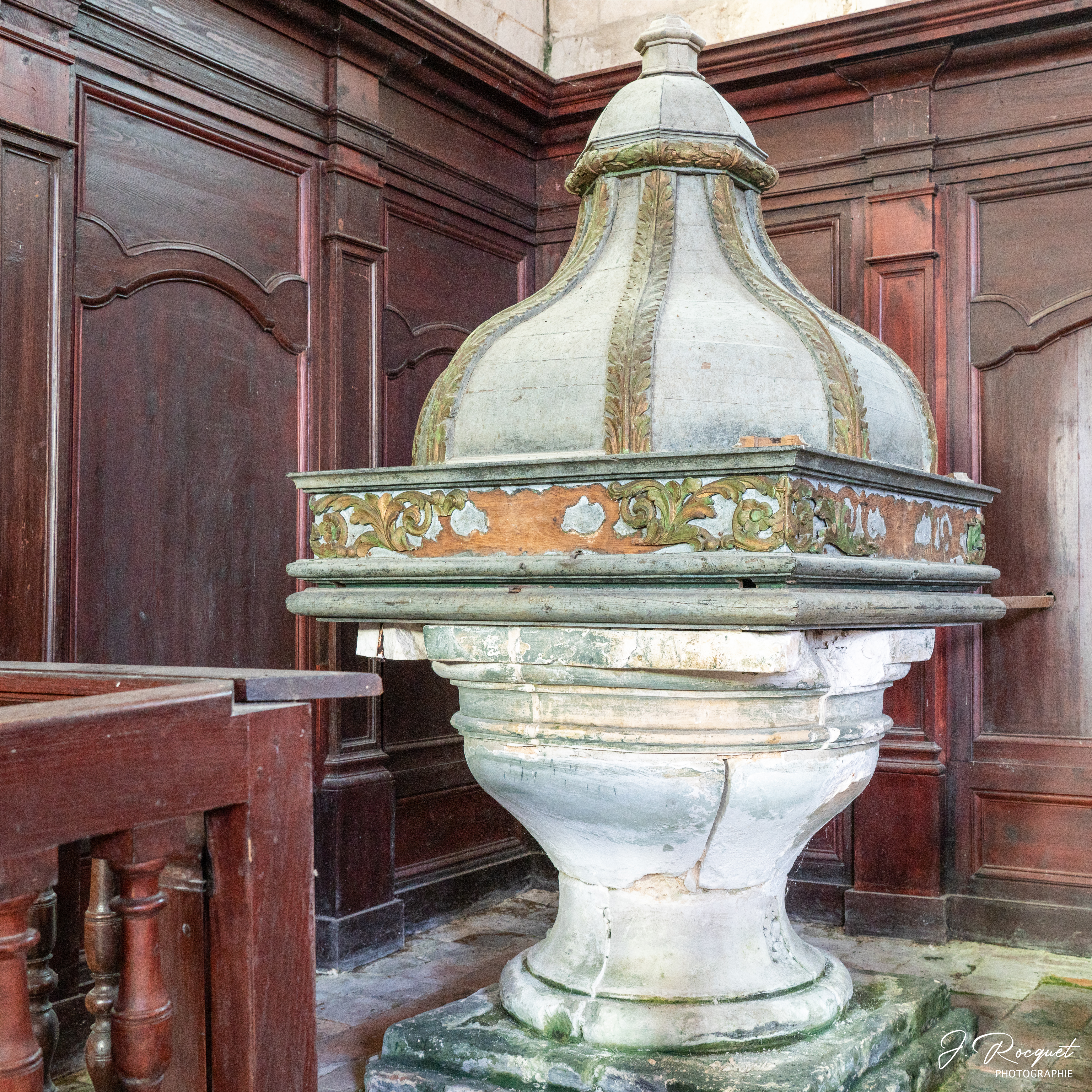
Les fonts baptismaux

- Les ruines du château de Fressin : ruines de la forteresse élevée au début du XVe siècle par Jean V de Créquy, conseiller et chambellan de Philippe Le Bon qui en avait fait un des premiers chevaliers de l'ordre de la Toison d'or. Elles font l’objet d’une inscription au titre des monuments historiques depuis le 8 août 1996[54].

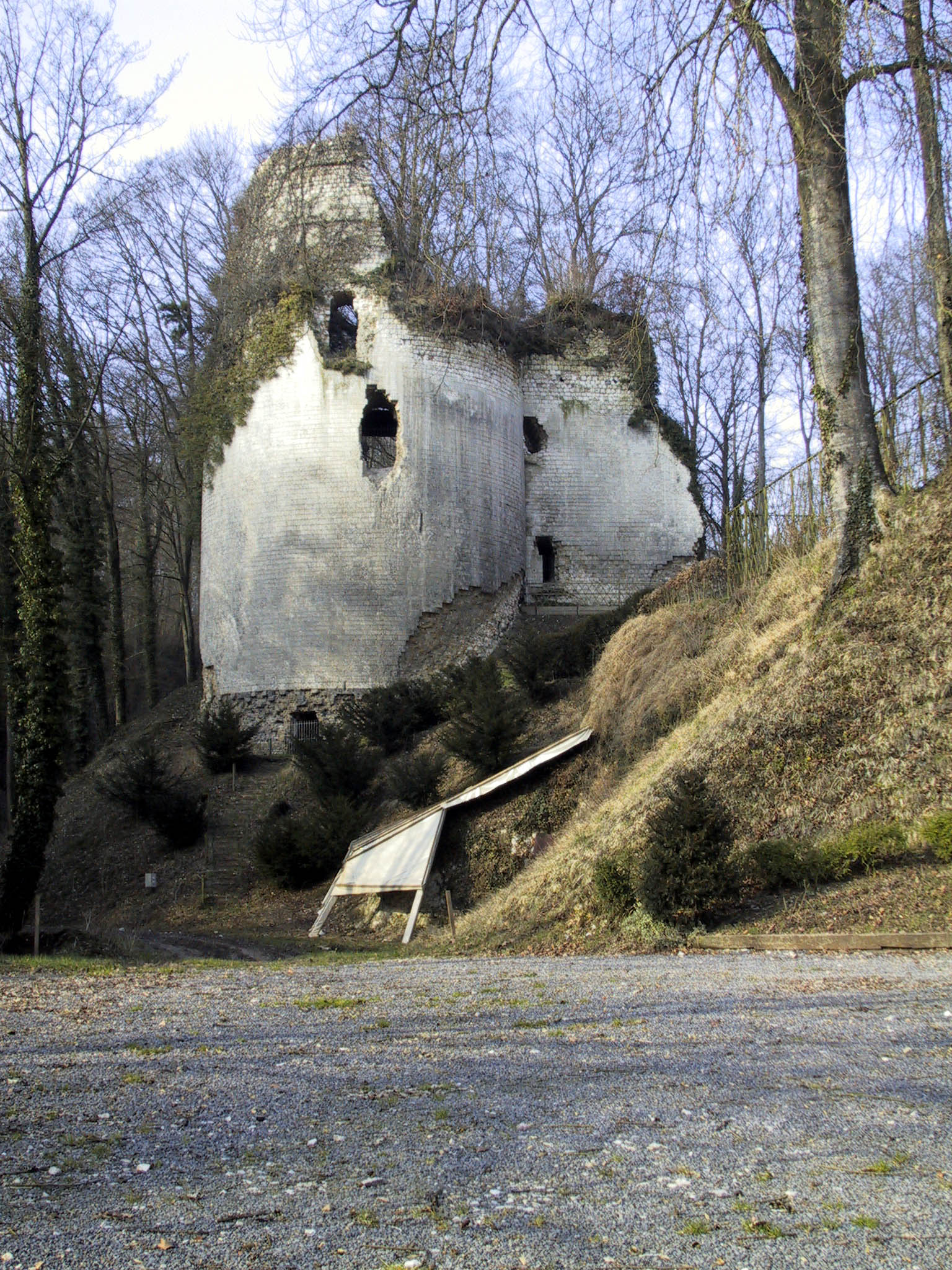

#### Autres lieux et monuments
- Le monument aux morts[55].
- Le pigeonnier de la maison de Georges Bernanos.

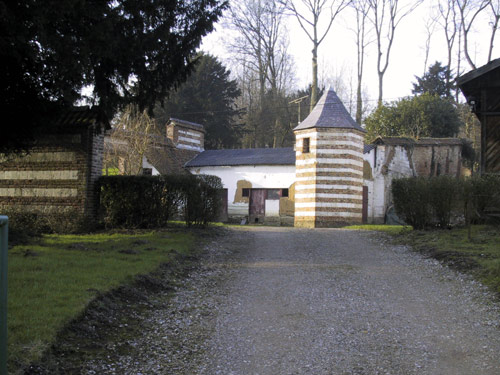
Le pigeonnier.

### Patrimoine culturel
Dans le but de faire découvrir l'histoire et le patrimoine de la commune, l’association du patrimoine a, en 2016 apposé des panneaux explicatifs sur certaines maisons. En 2019, l'association a placé 20 nouveaux panneaux dans les vestiges du château féodal et, en 2022, avec les derniers panneaux installés, la commune compte désormais 31 panneaux qui permettent de parcourir l'histoire de la commune et de ses habitants.

### Personnalités liées à la commune
- Jean V de Créquy (~1397-1474), seigneur de Créquy, de Fressin, et de Canaples mais également chevalier de l'ordre de la Toison d'or, né et mort dans la commune.
- Jacques Calvé (d) (1875-1954), chirurgien orthopédiste, fondateur de la Fondation franco-américaine de Berck, avait une maison au 2, rue Blanche à Fressin[57],[58].
- Georges Bernanos (1888-1948), écrivain, y passa sa jeunesse : « J'habitais au temps de ma jeunesse une vieille chère maison dans les arbres, un minuscule hameau du pays d'Artois, plein d'un murmure de feuillages et d'eau vive ».
- Francis Lawrence Murphy (1895-1931), soldat américain engagé en 1916 dans l'armée canadienne. Il laisse sur un mur du château de Fressin des graffitis portant cette inscription « FL Murphy RCR Boston Mass USA » avec la date du 2 mai 1918. L'association « Les amis du patrimoine du château de Fressin » retrouve sa petite fille, Tricia Weber Meier, vivant aux États-Unis qui, le 20 mai 2023, fait le voyage à Fressin et dévoile la stèle retraçant l'histoire de son grand-père[59].

### Héraldique
| Blason de Fressin | Blason  | D'or au créquier de gueules ; au chef du même chargé d'un bélier arrêté d'or. |
| Blason de Fressin | Détails | Armes de l'illustre famille de Créquy, suzeraine du lieu du XIIe jusqu’au début du XVIe siècle, auxquelles a été ajouté un chef chargé d'un bélier d'or évoquant le fait que Jean V de Créquy fut un des premiers chevaliers de l'ordre de la Toison d'or. Adopté par la commune. |

## Pour approfondir

#### Bases de données, dictionnaires et encyclopédies
- Ressources relatives à la géographie :   - Insee (communes)
  - Ldh/EHESS/Cassini
- Ressource relative à plusieurs domaines :   - Annuaire du service public français
- Notices d'autorité :   - VIAF
  - BnF (données)
  - Israël